# Меланхолический вальс (фильм)
«Меланхолический вальс» — советский телефильм 1990 года режиссёра Бориса Савченко по рассказу Ольги Кобылянской «Valse mélancolique». Директор картины - Петр Тарасов. 

## Сюжет
Фильм о трёх женщинах, о непостижимом таинстве человеческих отношений, об условностях и догмах, загоняющих жизнь в тупик... на фоне старинных зданий классическом стиле, которые творческой группе удалось отыскать в современном городе Черновцы.— Телевидение и радиовещание, 1990
Драматическая история начала XX века о трёх сёстрах, двое из которых, мечтающие реализовать свой художественный талант, сталкиваются с суровой реальностью. София — тонкая натура и талантливая пианистка, не снеся ударов судьбы (смерть мамы, отказ дяди платить за её обучение) — умирает. Ганна — художница, независимая и решительная — после поездки на учёбу в Италию возвращается домой с ребёнком, и только третья — Марта, человек безграничной доброты, осуществила мечту о семейном уюте.

## В ролях
- Марина Полищук -София
- Светлана Круть — Ганнуся
- Инна Капинос — Марта
- Олег Савкин — гуцул
- Георгий Морозюк — дядя Софии
- Таисия Литвиненко — пани Бранко
- Раиса Недашковская — мать Софи
- Людмила Никончук — Парасочка, прислуга
- Людмила Лобза — Катерина, прислуга
- Игорь Сторожук — Иван, слуга

В эпизодах: Наталия Гебдовская, Вячеслав Дубинин, Константин Артеменко, Александра Гуменецкая (единственная роль в кино) и другие.

## Критика
Бориса Савченко интересует литература, где проблемы не на поверхности, а в глубинах психологии. Лирический и одновременно драматический, фильм понравился зрителям.— Лариса Брюховецкая, журнал «Кіно-Театр», № 2, 2019 год